# Francolim-de-hartlaub
O francolim-de-hartlaub (Pternistis hartlaubi) é uma espécie de ave da família Phasianidae.
Este francolim é endémico da zona escarpada da Namíbia e de Angola. O nome comum e o nome científico homenageiam o médico e ornitólogo alemão Gustav Hartlaub.